# Halowe Mistrzostwa Świata w Lekkoatletyce 2003 – bieg na 1500 m mężczyzn
Bieg na 1500 m mężczyzn – jedna z konkurencji rozgrywanych podczas halowych mistrzostw świata w lekkoatletyce w 2003. Eliminacje odbyły się 14 marca, a finał został rozegrany 15 marca.
Do eliminacji zgłoszonych zostało 26 zawodników z 18 państw.
Zawody w tej konkurencji wygrał reprezentant Francji Driss Maazouzi. Drugą pozycję zajął zawodnik z Kenii Bernard Lagat, trzecią zaś reprezentujący Maroko Abdelkader Hachlaf.

## Wyniki

### Eliminacje
Źródło: 
Bieg 1
| Miejsce | Zawodnik           | Państwo           | Wynik   | Uwagi |
| ------- | ------------------ | ----------------- | ------- | ----- |
| 1.      | Driss Maazouzi     | Francja           | 3:48,36 |       |
| 2.      | Abdelkader Hachlaf | Maroko            | 3:48,39 |       |
| 3.      | Rui Silva          | Portugalia        | 3:48,41 |       |
| 4.      | Michal Šneberger   | Czechy            | 3:48,65 |       |
| 5.      | Michael Stember    | Stany Zjednoczone | 3:48,71 |       |
| 6.      | Michael East       | Wielka Brytania   | 3:49,31 |       |
| 7.      | Zbigniew Graczyk   | Polska            | 3:49,39 |       |
| 8.      | Graham Hood        | Kanada            | 3:50,86 |       |

Bieg 2
| Miejsce | Zawodnik           | Państwo         | Wynik   | Uwagi |
| ------- | ------------------ | --------------- | ------- | ----- |
| 1.      | Bernard Lagat      | Kenia           | 3:39,97 |       |
| 2.      | Roberto Parra      | Hiszpania       | 3:40,40 |       |
| 3.      | Iwan Heszko        | Ukraina         | 3:40,61 |       |
| 4.      | Andriej Zadorożnyj | Rosja           | 3:40,80 | SB    |
| 5.      | James Nolan        | Irlandia        | 3:40,85 |       |
| 6.      | Mirosław Formela   | Polska          | 3:40,89 | PB    |
| 7.      | James Thie         | Wielka Brytania | 3:41,18 | PB    |
| 8.      | Salvatore Vincenti | Włochy          | 3:45,93 |       |
| 9.      | Luís Feiteira      | Portugalia      | 3:46,99 |       |

Bieg 3
| Miejsce | Zawodnik              | Państwo           | Wynik   | Uwagi |
| ------- | --------------------- | ----------------- | ------- | ----- |
| 1.      | Cornelius Chirchir    | Kenia             | 3:41,08 |       |
| 2.      | Juan Carlos Higuero   | Hiszpania         | 3:41,37 | SB    |
| 3.      | Julius Achon          | Uganda            | 3:41,85 | SB    |
| 4.      | Anis Selmouni         | Maroko            | 3:41,99 |       |
| 5.      | Tarek Boukensa        | Algieria          | 3:42,88 |       |
| 6.      | Jason Lunn            | Stany Zjednoczone | 3:43,31 |       |
| 7.      | Christian Obrist      | Włochy            | 3:43,97 |       |
| 8.      | Philipp Bandi         | Szwajcaria        | 3:44,37 |       |
| 9.      | Abdillahi Bouh Moumin | Dżibuti           | 4:15,51 | NR    |

### Finał
Źródło: 
| Miejsce | Zawodnik            | Państwo   | Wynik   | Uwagi |
| ------- | ------------------- | --------- | ------- | ----- |
| 01 !    | Driss Maazouzi      | Francja   | 3:42,59 |       |
| 02 !    | Bernard Lagat       | Kenia     | 3:42,62 |       |
| 03 !    | Abdelkader Hachlaf  | Maroko    | 3:42,71 |       |
| 4.      | Cornelius Chirchir  | Kenia     | 3:43,03 |       |
| 5.      | Iwan Heszko         | Ukraina   | 3:44,56 |       |
| 6.      | James Nolan         | Irlandia  | 3:44,67 |       |
| 7.      | Andriej Zadorożnyj  | Rosja     | 3:44,80 |       |
| 8.      | Juan Carlos Higuero | Hiszpania | 3:44,81 |       |
| 9.      | Roberto Parra       | Hiszpania | 3:47,44 |       |